# 2000年シドニーオリンピックのフィンランド選手団
2000年シドニーオリンピックのフィンランド選手団（2000ねんシドニーオリンピックのフィンランドせんしゅだん）は、2000年9月15日から10月1日にかけてオーストラリアのニューサウスウェールズ州シドニーで開催された2000年シドニーオリンピックのフィンランド選手団、およびその競技結果。

## 概要
今大会は金メダル2個、銀メダル1個、銅メダル1個の合計4個のメダルを獲得した。

## メダル
| メダル | 選手名                   | 競技       | 種目                     |
| ------ | ------------------------ | ---------- | ------------------------ |
| 金     | アルシ・ハリュ           | 陸上       | 男子砲丸投               |
| 銅     | マルコ・ユリハンヌクセラ | レスリング | 男子グレコローマン76kg級 |